# Norihiro Niši
Norihiro Niši (* 9. května 1980) je bývalý japonský fotbalista.

## Reprezentační kariéra
Norihiro Niši odehrál 5 reprezentačních utkání. S japonskou reprezentací se zúčastnil letních olympijských her 2000.

## Statistiky
| Japonsko | Japonsko | Japonsko |
| Roky     | Záp.     | Góly     |
| -------- | -------- | -------- |
| 2004     | 5        | 0        |
| Celkem   | 5        | 0        |